# Tsubasa Asai
Tsubasa Asai (jap. 浅井翼 Asai Tsubasa; ur. 8 kwietnia 1995) – japoński zapaśnik walczący w stylu wolnym. Brązowy medalista mistrzostw Azji w 2018 i piąty w 2017 roku.